# مهرجان النهج السينمائي الدولي
مهرجان النهج السينمائي الدولي مهرجان سينمائي يختص بالأفلام القصيرة  الروائية، والوثائقية، ورسوم المتحركة، تقيمه مجموعة قنوات كربلاء الفضائية في العراق، حيث تأسس المهرجان في العام 2014 وكان انطلاق دورته الأولى في 25-3-2015، ويتعامل المهرجان مع السينما على أنها رسالة إنسانية وظيفتها صناعة حياة يعيش فيها الناس كرماء سعداء.

## النخبة السينمائية
لم يتوقف المهرجان منذ بداية سنته الأولى (2015) وإنما انطلق مجددا في السنة التالية ليستقطب عدد من الأفلام السينمائية والطاقات الإبداعية من مختلف انحاء العالم وفي طليعة الحاضرين من ضيوف الشرف من نجوم الفن العراقي الذين تهلل بهم المهرجان امثال الفنان محمود أبو العباس والفنانة ابتسام تغريد والفنان فلاح إبراهيم ورعد مشتت وغسان عبد الله وإبراهيم أبو ذكري وعمر عبد العزيز وبيترو تومارو 

## منهاج النهج.
اقيم المهرجان بنسخته الأولى والثانية والثالثة وتضمن جدولة من العروض السينمائية للأفلام المشاركة من يوم حفل افتتاح المهرجان ولغاية الختام كما تضمن المنهاج زيارات الأماكن المقدسة في كربلاء والنجف كما تضمن السفرات للاماكن الاثرية في العراق وينتهي المنهاج بالاستراحة والتهيؤ لحفل الختام.

## دورات المهرجان

### الدورة الأولى (2015)
توج المخرج السينمائي اللبناني حسين سماحة بفيلمه (ليتنا كنا معك) بالجائزة  الذهبية كفائز أول في دورة المهرجان الأولى لعام 2015، كذلك حصل المخرج الإيراني ماشتي إسماعيل على الجائزة الذهبية الاقل وزنا من الأولى كفائز ثاني، وهيثم حسم مزعل فائز العراق الثالث في المهرجان بفيلمه (البالونات).

### الدورة الثانية (2016)
في الدورة الثانية للمهرجان لسنة 2016 حاز  فيلم (رجل الملح)  للمشترك الإيراني سجاد موسوي الجائزة الذهبية كأول فيلم فائز في المهرجان، وحاز المخرج المصري ناجي إسماعيل بفيلمه (أم اميرة) على الترتيب الثاني، اما الجائزة الثالثة كانت من نصيب المخرج العراقي حسام الربيعي بفيلمه (صقور في سماء الكنانة)
حيث تضمنت الدورة الثانية فقرة جائزة أفضل سيناريوا والتي كانت من نصيب المخرج وثاب صكر لسيناريوا فيلمه (إنه الامس).

### الدورة الثالثة (2017)
امتازت الدورة الثالثة لمهرجان النهج السينمائي الدولي بخصوصية التفرد والتميز من خلال التحضير المتفوق لهذه الدورة مع جانب الحضور المميز لفناني العرب والعراق المشهورين، أما الأفلام الفائزة بهذه الدورة والحاصلة على المركز الأول هو فيلم الإشارات للمخرج الإيراني ياسر طالبي، اما الفيلم الحاصل على الجائزة الثانية هو فيلم الرئيس للمخرج العراقي زركار حسين من العراق كما حصل فيلم كيمياوي على الجائزة الثالثة اما في مسابقة الافلام الوثائقية فقد فاز فيلم نبض الشام للمخرج يوسف جرادي من لبنان، أيضا فقد فاز في مسابقة السيناريوا كأفضل سيناريوا هو فيلم البنفسجية للمخرج العراقي باقر الربيعي، وحصل على الجائزة الثانية المخرج احمد الشهاوي من مصر بفيلمه برج ج، اما في مسابقة الرسوم المتحركة (animation) فقد فاز فيلم الولد الصغير للمخرجة منى عبد الله شاهي من إيران.

## الجوائز الرسمية
جوائز مهرجان النهج السينمائي الدولي عبارة عن سبيكة من الذهب عيار 21 قيراط على شكل لوكو المهرجان:
- الجائزة الأولى 100 غرام
-  الجائزة الثانية 75 غرام
-  الجائزة الثالثة 50 غرام
هنالك جوائز فضية عبارة عن سبيكة من الفضة على شكل لوكو المهرجان (بوزن 100 غرام) تمنح لـ:
- الحائز على جائزة لجنة التحكيم
- الحائز على جائزة مسابقة افلام السيناريو
- الفنانون الرواد

## الموقع الرسمي
يوظف مهرجان النهج السينمائي الدولي موقعا الكترونيا باللغات العربية والفارسية والبريطانية والفرنسية ليخاطب في ذلك العالم بأسره، كذلك يتضمن الموقع الية المشاركة في المهرجان والجوائز وسوق النهج الذي يحتوي على افلام حصرية الإنتاج بقناة كربلاء الفضائية وهي افلام للتسويق www.alnahjfilmfest.com